# 村上清 (政治家)
村上 清（むらかみ きよし、1875年（明治8年）2月2日 - 1935年（昭和10年）12月31日）は、日本の検事。高知市長。財団法人板垣伯銅像記念碑建設同志会第6代会長。

## 経歴
高知県香美郡山北村（現在の香南市）出身。通信書記、海軍属を経て、1899年（明治32年）に明治法律学校（現在の明治大学）を卒業した。翌年、判事検事登用試験に合格し、高知、福知山、京都、堺、大阪、五條、青森の各裁判所で検事を務めた。1908年（明治41年）、韓国の検事に転じた。その後、朝鮮総督府裁判所検事を務め、1920年（大正9年）には朝鮮総督府地方法院検事正に任ぜられ、勅任官待遇となった。1924年（大正13年）、退官して弁護士を開業した。また高知県会議員、同参事会員などに選ばれた。
1933年（昭和8年）、高知市長に選出された。2年後の1935年（昭和10年）、病に倒れ、現職のまま死去した。